# Замоскворіцька лінія
Замоскворіцька лінія (рос. Замоскворецкая линия, до 1990 року — Горьківсько-Замоскворіцька, також знана як «зелена лінія») — хронологічно третя лінія Московського метро.  На схемах позначається зеленим кольором і числом . Спочатку була побудована як частина другої черги розвитку метрополітену. На 20 грудня 2018, довжина лінії становить 42,8 км, на ній розташовано 24 станції. Середній час поїздки по лінії 60 хвилин. Середня швидкість руху потягів — 40 км/год. Лінію обслуговує 720 вагонів, з яких формують восьмивагонні потяги.
Майже вся лінія розташована під землею (за винятком перегону між станціями «Автозаводська» та «Коломенська»), де лінія виходить на поверхню та Нагатінським метромостом перетинає Москву-ріку.

## Хронологія
| Черга                               | Дата відкриття    | Довжина |
| ----------------------------------- | ----------------- | ------- |
| Сокіл – Театральна                  | 11 вересня 1938   | 8.5 км  |
| Театральна – Автозаводська          | 1 січня 1943      | 6.2 км  |
| Новокузнецька, Павелецька           | 20 листопада 1943 | —       |
| Сокіл – Річковий вокзал             | 30 грудня 1964    | 6.2 км  |
| Автозаводська – Каховська           | 11 серпня 1969    | 9.5 км  |
| Тверська                            | 20 липня 1979     | —       |
| Каширська – Орєхово                 | 28 грудня 1984    | 6.4 км  |
| Орєхово – Красногвардійська         | 7 вересня 1985    | 3.4 км  |
| Каширська – Орєхово (наразі окремо) | 20 листопада 1995 | 3.4 км  |
| Красногвардійська – Алма-Атинська   | 24 грудня 2012    | 3.09 км |
| Технопарк                           | 28 грудня 2015    | —       |
| Ховрино                             | 31 грудня 2017    | 2,9 км  |
| Біломорська                         | 20 грудня 2018    | —       |
| Загалом                             | 24 станції        | 42,8 км |

## Історія перейменувань
| Станція       | Попередня назва (и) | Роки      |
| ------------- | ------------------- | --------- |
| Тверська      | Горьківська         | 1979–1990 |
| Театральна    | Площа Свердлова     | 1938–1990 |
| Автозаводська | Завод імені Сталіна | 1943–1957 |
| Царицино      | Леніно              | 1983–1990 |

## Пересадки
| Пересадка на лінію           | Зі станції               | На станцію                 |
| ---------------------------- | ------------------------ | -------------------------- |
| Сокольницька                 | Театральна               | Охотний Ряд                |
| Арбатсько-Покровська         | Театральна               | Площа Революції            |
| Кільцева                     | Білоруська Павелецька    | Білоруська Павелецька      |
| Калузько-Ризька              | Новокузнецька            | Третьяковська              |
| Тагансько-Краснопресненська  | Тверська                 | Пушкінська                 |
| Калінінська                  | Новокузнецька            | Третьяковська              |
| Серпуховсько-Тимірязєвська   | Тверська                 | Чеховська                  |
| Люблінсько-Дмитровська       | Красногвардійська        | Зябликово                  |
| Велика кільцева лінія        | Динамо Каширська         | Петровський парк Каширська |
| Московське центральне кільце | Войківська Автозаводська | Балтійська Автозаводська   |

## Станції
|  | Назва станції     | Дата відкриття    | Пере- садки                              | Глибина, м | Тип конструкції                           | Координати                                                              | Фото |
|  | ----------------- | ----------------- | ---------------------------------------- | ---------- | ----------------------------------------- | ----------------------------------------------------------------------- | ---- |
|  | Ховрино           | 31 грудня 2017    | Ховрино                                  | −14        | колонна мілкого закладення двопрогінна    | 55°52′44″ пн. ш. 37°28′53″ сх. д. / 55.878764° пн. ш. 37.481493° сх. д. |      |
|  | Біломорська       | 20 грудня 2018    |                                          | −18        | колонна мілкого закладення двопрогінна    | 55°51′57″ пн. ш. 37°28′35″ сх. д. / 55.8658° пн. ш. 37.4764° сх. д.     |      |
|  | Річковий вокзал   | 31 грудня 1964    |                                          | −6         | колонна мілкого закладення трипрогінна    | 55°51′18″ пн. ш. 37°28′34″ сх. д. / 55.8549° пн. ш. 37.4761° сх. д.     |      |
|  | Водний стадіон    | 31 грудня 1964    |                                          | −6         | колонна мілкого закладення трипрогінна    | 55°50′23″ пн. ш. 37°29′12″ сх. д. / 55.8398° пн. ш. 37.4867° сх. д.     |      |
|  | Войковська        | 31 грудня 1964    | Балтійська Стрешнєво                     | −7         | колонна мілкого закладення трипрогінна    | 55°49′08″ пн. ш. 37°29′53″ сх. д. / 55.8190° пн. ш. 37.4980° сх. д.     |      |
|  | Сокіл             | 11 вересня 1938   |                                          | −9,6       | колонна мілкого закладення двопрогінна    | 55°48′18″ пн. ш. 37°30′55″ сх. д. / 55.8051° пн. ш. 37.5153° сх. д.     |      |
|  | Аеропорт          | 11 вересня 1938   |                                          | −10        | односклепінна мілкого закладення          | 55°48′01″ пн. ш. 37°31′58″ сх. д. / 55.8003° пн. ш. 37.5329° сх. д.     |      |
|  | Динамо            | 11 вересня 1938   | Петровський парк                         | −39,6      | пілонна трисклепінна                      | 55°47′23″ пн. ш. 37°33′29″ сх. д. / 55.7897° пн. ш. 37.5580° сх. д.     |      |
|  | Білоруська        | 11 вересня 1938   | Білоруська Москва-Пасажирська-Смоленська | −33,1      | пілонна трисклепінна                      | 55°46′36″ пн. ш. 37°35′01″ сх. д. / 55.7767° пн. ш. 37.5835° сх. д.     |      |
|  | Маяковська        | 11 вересня 1938   |                                          | −33,1      | колонна глибокого закладання трисклепінна | 55°46′12″ пн. ш. 37°35′45″ сх. д. / 55.7701° пн. ш. 37.5958° сх. д.     |      |
|  | Тверська          | 20 липня 1979     | Пушкінська Чеховська                     | −42        | пілонна трисклепінна                      | 55°45′53″ пн. ш. 37°36′23″ сх. д. / 55.7647° пн. ш. 37.6065° сх. д.     |      |
|  | Театральна        | 11 вересня 1938   | Охотний Ряд Площа Революції              | −33,9      | пілонна трисклепінна                      | 55°45′28″ пн. ш. 37°37′08″ сх. д. / 55.7578° пн. ш. 37.6190° сх. д.     |      |
|  | Новокузнецька     | 20 листопада 1943 | Третьяковська                            | −37,5      | пілонна трисклепінна                      | 55°44′29″ пн. ш. 37°37′46″ сх. д. / 55.7415° пн. ш. 37.6295° сх. д.     |      |
|  | Павелецька        | 20 листопада 1943 | Павелецька                               | −33,5      | колонна глибокого закладання трисклепінна | 55°43′50″ пн. ш. 37°38′16″ сх. д. / 55.7305° пн. ш. 37.6377° сх. д.     |      |
|  | Автозаводська     | 1 січня 1943      | Автозаводська                            | −11        | колонна мілкого закладення трипрогінна    | 55°42′27″ пн. ш. 37°39′27″ сх. д. / 55.7074° пн. ш. 37.6576° сх. д.     |      |
|  | Технопарк         | 28 грудня 2015    |                                          | 0          | наземна, крита, колонна, трипрогінна      | 55°41′38″ пн. ш. 37°39′52″ сх. д. / 55.693861° пн. ш. 37.664379° сх. д. |      |
|  | Коломенська       | 11 серпня 1969    |                                          | −9         | колонна мілкого закладення трипрогінна    | 55°40′43″ пн. ш. 37°39′50″ сх. д. / 55.6785° пн. ш. 37.6638° сх. д.     |      |
|  | Каширська         | 11 серпня 1969    | Каширська                                | −7         | колонна мілкого закладення трипрогінна    | 55°39′18″ пн. ш. 37°38′55″ сх. д. / 55.6551° пн. ш. 37.6487° сх. д.     |      |
|  | Кантемировська    | 30 грудня 1984    |                                          | −8         | односклепінна мілкого закладення          | 55°38′09″ пн. ш. 37°39′23″ сх. д. / 55.6358° пн. ш. 37.6564° сх. д.     |      |
|  | Царицино          | 30 грудня 1984    | Царицино                                 | −8         | колонна мілкого закладення трипрогінна    | 55°37′17″ пн. ш. 37°40′10″ сх. д. / 55.6214° пн. ш. 37.6694° сх. д.     |      |
|  | Орєхово           | 30 грудня 1984    |                                          | −9         | колонна мілкого закладення трипрогінна    | 55°36′48″ пн. ш. 37°41′42″ сх. д. / 55.6132° пн. ш. 37.6949° сх. д.     |      |
|  | Домодєдовська     | 7 вересня 1985    |                                          | −9,5       | колонна мілкого закладення трипрогінна    | 55°36′39″ пн. ш. 37°43′07″ сх. д. / 55.6108° пн. ш. 37.7186° сх. д.     |      |
|  | Красногвардійська | 7 вересня 1985    | Зябликово                                | −9         | односклепінна мілкого закладення          | 55°36′49″ пн. ш. 37°44′40″ сх. д. / 55.6137° пн. ш. 37.7444° сх. д.     |      |
|  | Алма-Атинська     | 24 грудня 2012    |                                          | −10        | односклепінна мілкого закладення          | 55°37′57″ пн. ш. 37°45′58″ сх. д. / 55.6326° пн. ш. 37.7660° сх. д.     |      |

## Депо та рухомий склад

### Депо, що обслуговуює лінію
| Депо                  | Рік відкриття |
| --------------------- | ------------- |
| ТЧ-2 «Сокіл»          | 1938          |
| ТЧ-7 «Замоскворіцьке» | 1969—2021     |
| ТЧ-17 «Братєєво»      | з 2014        |
| ТЧ-22 «Південне»      | з 2022        |

### Кількість вагонів у потягах
| 4 | 1938—1947 рр. |
| 6 | 1941—1962 рр. |
| 7 | 1962—1986 рр. |
| 8 | з 1986 р.     |

### Типи вагонів, які використовують на лінії
| А                          | 1938—1951 рр. |
| Б                          | 1938—1950 рр. |
| Г                          | 1947—1964 рр. |
| Е, Еж, Еж1, Ем-508, Ем-509 | 1962—1988 рр. |
| Еж3, Ем-508Т               | 1977—1982 рр. |
| 81-717/714                 | з 1979 р.     |
| 81-717.5/714.5             | з 1987 р.     |
| 81-717.5М/714.5М           | з 2008 р.     |

На лінії основним засобом сигналізації є автоблокування автостопами та захищеними ділянками, доповненими АЛС-АРС.
На лінії експлуатується один з трьох іменних поїздів Московського метрополітену — «Народний ополченець». Восени 2006 року  його салони були оформлені історичними плакатами, що розповідають про участь народних ополченців у Другій світовій війні, а також архівними фотографіями. Зовні вагони «Народного ополченця» прикрашені військовою символікою, а на кожному з вагонів вказана назва поїзда.
11 березня 2024 року на Замоскворіцькій лінії розпочата регулярна експлуатацію з пасажирами поїздів типу 81-775.2 «Москва 2024». За рік своєї експлуатації поїзди «Москва 2024» зазнали творчості вандалів, стати мемом через часті поломки контролю дверей, а також побувати на різних лініях, в тому числі навіть на Великій кільцевій лінії. Передбачено, що у 2025 році надійдуть ще 28 складів цієї модифікації до московського метрополітену.